# Канобу
Kanobu.ru (Кано́бу, сокр. от «КАмень — НОжницы — БУмага») — русскоязычный информационно-развлекательный веб-сайт о компьютерных играх и других видах развлечений. Существует с 2007 года. До 2011 года представлял собой блог-платформу для любителей игр с элементами социальной сети, позже превратился в интернет-издание с собственной редакцией.

## История

### Первые годы: как социальная сеть
Сайт был основан Гаджи Махтиевым (бывшим директором по маркетингу и рекламе компании-разработчика компьютерных игр Sibilant Interactive) и первоначально принадлежал его компании «Онлайн Медиа». Изначально сайт создавался как социальная сеть для геймеров.
Ресурс работал на специально разработанном под него движке. Основой ресурса первоначально была лента блогов и набор инструментов, позволявших посетителям сайта обмениваться информацией. Таким образом в общей ленте публикаций на главной странице редакционные материалы соседствовали с блоговыми записями пользователей. Раздел блогов под названием «Паб» существовал на сайте до конца 2023 года.

### Перезапуск в составе Rambler
В 2011 году компания Rambler приобрела Канобу, сумму сделки оценивали в $4 млн долларов. По данным «Ведомостей», в течение года после покупки, доходы Kanobu выросли с нескольких десятков миллионов рублей в год до примерно сотни миллионов рублей в год. 
В 2012 году в каталоге Яндекса индекс цитируемости ресурса составлял 1700. В 2013 году сайт был перезапущен на новом движке и превратился из блоговой платформы в полноценное издание с редакцией и авторским коллективом. По данным SimilarWeb, в январе 2014 его посещаемость составляла 3,6 миллиона визитов в месяц.
В двух словах так: у нас был ЖЖ, а стало редакторское СМИ со встроенным фейсбуком.Ярополк Раш, директор по продуктам
В декабре 2011 года владелец Kanobu Гаджи Махтиев приобрел один из старейших и самых популярных российских игровых порталов — AG.ru. Однако это привело к кризису портала, с которого из-за сокращения зарплат вскоре ушла вся команда. С 2016 года AG.ru заморожен.
В 2015 году Rambler и Канобу объявили о «разводе» из-за различных взглядов на будущее портала и конфликтов между Гаджи Махтиевым и директорами Rambler. По воспоминаниям Ярополка Раша, планировалось, что «Канобу» станет основой сервиса, куда войдёт не только издание, но и магазин игр, разработка игр и производство видео-контента; однако из-за высокой конкуренции этот проект не принёс быстрой прибыли, что разочаровало руководство «Рамблера». Из-за конфликтов Rambler даже перекрыл сайту трафик, из-за чего его посещаемость упала на 25 %.

### Как независимое издание
Махтиев стал единственным владельцем издания, а главный редактор Вадим Милющенко его покинул.
Новым главным редактором стал 21-летний на тот момент Максим Иванов, бывший автор журнала «Игромания». При нём редакционная политика изменилась, сайт расширил тематику с компьютерных игр и кино до всех видов развлечений и обсуждения любых громких («хайповых») тем. В частности, с 2016 года Канобу начал на постоянной основе освещать скандалы в интернете, технологии, комиксы, киберспорт и музыку (преимущественно русский рэп).
Когда мы заканчивали расставание с «Рамблером», мы задали себе вопросы «кто мы?» и «для кого мы?» и начали искать ответы. Эти вопросы привели нас к тому, что мы написали в ноябре редполитику. Внутри редполитики естественно есть слово «хайп», но это не единственный критерий.Гаджи Махтиев, владелец Канобу
В 2018 году Иванов добровольно покинул пост главного редактора и перешёл в «Медузу». Его место занял Денис Майоров, также бывший сотрудник «Игромании». Летом 2018 года к команде в качестве издателя присоединился Антон Городецкий, бывший шеф-редактор Maxim Online, но уже через год он покинул «Канобу». Его место занял Вячеслав Опахин (экс-Mail.ru). Через месяц из Канобу был уволен Денис Майоров, который не сошёлся с руководством во взглядах на развитие издания. Его место занял постоянный автор «Канобу» Денис Варков, но в ноябре того же года и он покинул компанию. Новым главным редактором стал Сергей Уланкин, в прошлом руководитель сайта RAWG. Осенью 2020 года он объявил о возвращении в RAWG. Тогда же управляющий директор Сергей Паранько анонсировал дальнейшее развитие тематики портала:
Мы хотим стать шире и начать объяснять на пальцах ЖИЗНЬ для девочек и мальчиков от 16 до 37 лет. <...> Что делать с работой, отношениями, сходить ли на секс-зум-вечеринку».Сергей Паранько.
В ходе этого расширения в 2020 году на сайте появилась рубрика «Жизнь», где публикуются материалы про личную жизнь, отношения, психологию, семейный бюджет и тому подобное. Но уже в 2021 году раздел сменил направленность и стал в основном публиковать новости светской хроники, общественных скандалов и т. п.
В 2025 году «Канобу» и «Игромания» вошли в состав компании ИФСИ, а Махтиев передал генеральное управление её директору Василию Овчинникову . Свой уход Гаджи объяснил желанием заниматься в игровой индустрии помощью разработчикам, а не медиа.

### Главные редакторы
- Александр Каныгин (2012)[35]
- Владимир Рыжков (2012-2015)[36]
- Вадим Милющенко (2015)
- Максим Иванов (2016—2018)
- Денис Майоров (2018-2019)
- Денис Варков (2019)
- Сергей Уланкин (2019—2020)
- Гаджи Махтиев (2020—2025)

### Ключевые даты
- 2007 — разработана концепция создания социальной сети для геймеров[5].
- 21 мая 2007 — регистрация домена kanobu.ru[37].
- 2008 — запуск пре-альфа-версии (блоговая лента с возможностью регистрации для сторонних пользователей).
- 2009 — запуск финальной версии.
- 2011 — покупка портала объединённой компанией «Rambler-Афиша»[8].
- 2011 — покупка портала AG.ru и включение его в Kanobu Network[38][39].
- 4 марта 2013 — запуск новой версии сайта[11].
- 25 декабря 2014 — запуск адаптивной верстки редакционного и пользовательского разделов[40].
- Декабрь 2015 — портал выходит из объединённой компании «Rambler-Афиша»[19].
- Март 2019 года — основатель сайтов «Канобу» и RAWG Гаджи Махтиев приобрел сайт «Игромания» у издательского дома «Игромедиа». «Канобу» и «Игромания» объединились в одну компанию. Редакции обеих медиа останутся независимыми друг от друга[41]. После редизайна в июне 2023 два сайта стали выглядеть идентично, отличаясь только наполнением.